# Бранденбург (застібка)

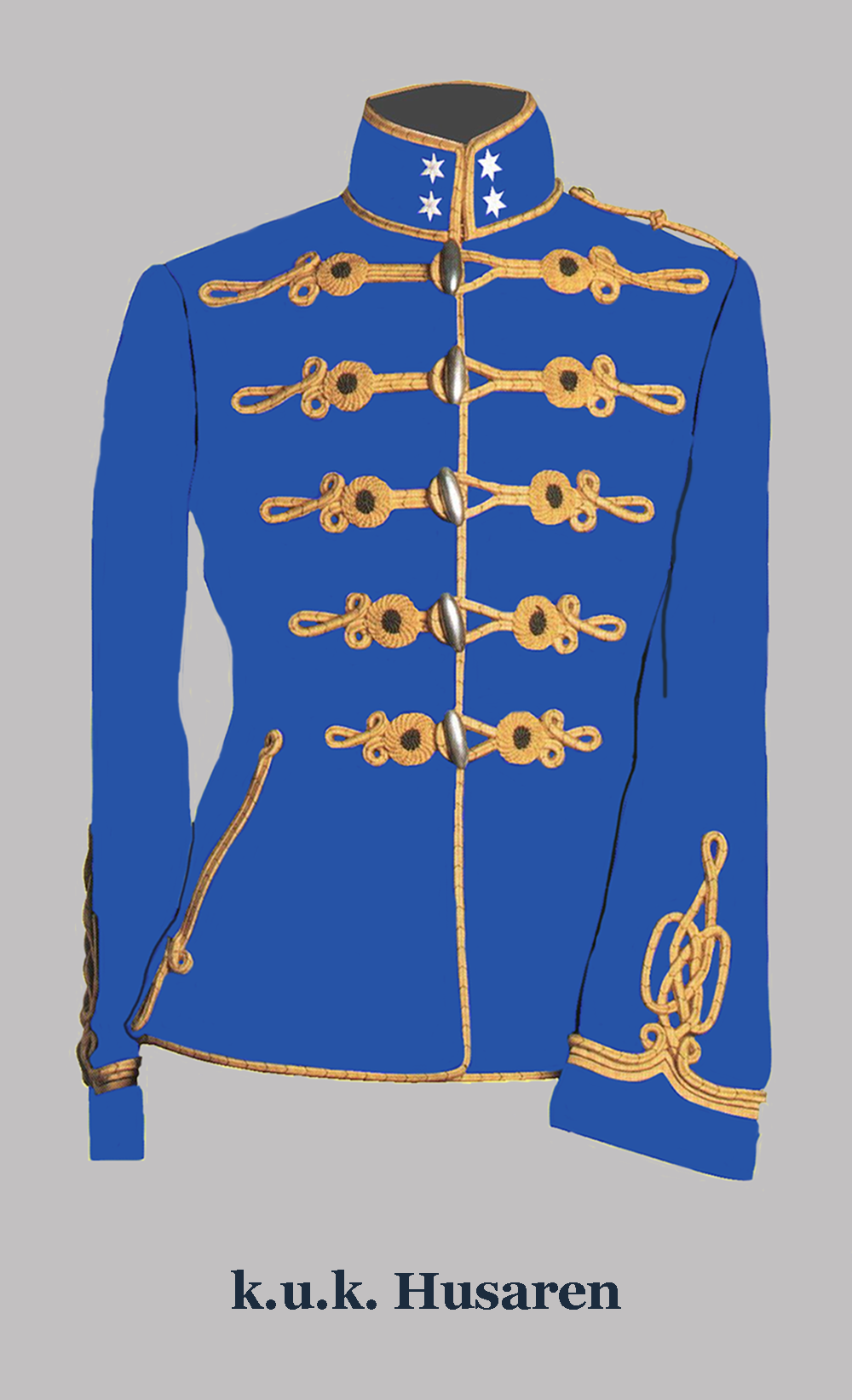
Застібки «бранденбург» на гусарському доломані

Бранденбу́рг (від нім. Brandenburg), також брандебу́р (фр. brandebourg), бранденбу́ргер — вид одягової застібки, довга подвійна петля з ґудзиком-цурочкою (рідше зі звичайним ґудзиком). Такі застібки виконують водночас й утилітарну, і декоративну функцію.
Походять з угорського національного костюма. Увійшли в моду в XVII ст., отримали назву за ім'ям герцога Бранденбурзького, який любив носити одяг з такими застібками. Бранденбурги використовувалися у військовій формі XVII—XIX століть, зокрема, на гусарських аттилах, доломанах і ментиках (звідки і їхня німецька назва Husarentressen). Зараз такі застібки є характерною деталлю дафлкота.